# Османське завоювання південного Криму (1475)

Крим у XVII столітті

Османське завоювання південного Криму — військове підкорення Османською імперією генуезьких колоній і греко-готського князівства Феодоро у Криму в 1475 році. Південне узбережжя Криму, а також стратегічно важлива Керч-Єнікальська територія увійшли до складу Османської імперії. Кримське ханство, яке володіло степовою та передгірною частиною півострова, потрапило у васальну залежність від Порти. Османське домінування на півострові припинилось в результаті Російсько-турецької війни (1768—1774). Згідно Кючук-Кайнарджійського мирного договору Керч і фортеця Єні-Кале передавались до складу Російської імперії, а решта османських володінь в Криму передавалась до складу Кримського ханства, яке ставало незалежним від Османської імперії.

## Передісторія
Після розпаду Золотої Орди 1441 року у Криму створюється Кримське ханство. Відбувається етногенез кримських татар.
На цей момент Крим розділений між Кримським ханством, гірським греко-готським князівством Феодоро та генуезькими колоніями на південному узбережжі. Столицею князівства Феодоро був Мангуп, одна з найбільших фортець середньовічного Криму, яка при необхідності могла прийняти під захист значну частину населення.

## Османські завоювання
Османська імперія за султана Мехмеда II Фатіха перейшла до масштабних територіальних експансій.
У травні 1475 року османи, що захопили території колишньої Візантійської імперії, висадили великий десант на чолі з великим візиром Гедик Ахмед-пашою в Криму і Приазов'ї, осадили і взяли Каффу, стратили 300 знатних генуезців, інших полонили, захопили Солдаю та менші генуезькі фортеці (в тому числі Тану на Дону) та міста, включивши їх до складу Османської держави. Володіння Гізольфі на Тамані були захоплені 1482 року.
У липні був обложений Мангуп. Феодоро було завойовано османськими військами під командуванням Гедик Ахмед-паши. При цьому, під час облоги Мангупа феодоритами, у складі яких був військовий загін із трьохсот воїнів, надісланих молдавським господарем Штефаном III Великим, було перебито весь яничарський корпус, який існував у той період Османської імперії.
Кримський хан Менґлі I Ґерай на момент нападу османів перебував у генуезькій Кафі і був взятий османами в полон після захоплення міста. Після того, як Велика Орда вторглася та окупувала Крим у 1478 році, османи звільнили Менлі Ґерая і він повернувся на престол Кримського ханства, яке стало протекторатом Османської імперії,

## Наслідки
Після підкорення Криму в 1475 році, Османська імперія заступила Генуезьку республіку та Велику Орду як головна сила в Північно-Чорноморському регіоні. В південному Криму, на завойованих османами землях кримських генуезьких колоній і князівства Феодоро було створено Кафинський санджак (1475—1588) з центром у Кафі (Феодосії). Кафинський санджак ділився на Кафинський, Судакський та Мангупський кадалики. У 1588—1775 роках він же називався Кафинський еялет. Османи утримували там свої гарнізони, чиновницький апарат та стягували податки.
Землі домену султана, на яких проживало християнське населення, знаходились поза юрисдикцією кримських ханів. Кримським татарам навіть було заборонено селитися на них. Тривалий адміністративний поділ півострова на власне османську та автономну кримську частини зумовив різний етногенез та різну мовну типологію північних та південних груп кримських татар. Населення Південного узбережжя Криму складалося в основному з новоприбулих турків-мусульман, а також з християн італійців, вірмен, греків, готів, які згодом отурчились. Незважаючи на мовну тюркизацію, частина цих народів зберегла християнське віросповідання. Тюркське населення зберегло свої напівавтономні володіння в передгірному і степовому Криму (Кримський ханство), однак і там османи побудували фортеці Ор (Перекоп), Арабат, Єні-Кале, Гезльов, в яких містилися постійні гарнізони.
Перемоги в Криму мали для османів велике військове значення, оскільки кримські татари доставляли їм допоміжне військо, часом у 100 тисяч воїв, але згодом зіштовхнули Османську імперію з Річчю Посполитою та Російської імперією.
Край османському правлінню на півострові поклала програна османами Російсько-турецька війна (1768—1774). Згідно Кючук-Кайнарджійського мирного договору 1774 року Керч та Єні-Кале увійшли до складу Російської імперії, а решта території Кримського півострова об'єдналася в складі незалежного Кримського ханства, яке позбулося османського протекторату і незабаром в 1783 році було також захоплене і анексоване Російською імперією.